# Огилви-Грант, Иэн Чарльз, 8-й граф Сифилд
Иэн Чарльз Огилви-Грант, 8-й граф Сифилд (англ. Ian Charles Ogilvie-Grant, 8th Earl of Seafield; 7 октября 1851 — 31 марта 1884) — шотландский дворянин и 27-й вождь клана Грант (1881—1884). Он носил титул учтивости — виконт Рейдхейвен с 1853 по 1881 год.
Титулы: 8-й граф Сифилд (с 18 февраля 1881 года), 8-й лорд Огилви из Каллена (с 18 февраля 1881), 8-й виконт Сифилд (с 18 февраля 1881 года), 2-й барон Страспей из Страспея в графстве Инвернессшир и Морейшир (с 18 февраля 1881), 12-й баронет Колкухун из Ласса (с 18 февраля 1881), 8-й лорд Огилви из Дескфорда и Каллена (с 18 февраля 1881) и 8-й виконт Рейдхейвен (с 18 февраля 1881 года).

## Ранняя жизнь и образование
Ян Чарльз Огилви-Грант родился 7 октября 1851 года в Морей-Плейс, Эдинбург. Единственный сын Джона Чарльза Огилви-Гранта, 7-го графа Сифилда (1815—1881), и его жены достопочтенной Кэролайн Стюарт (1830—1911), дочери лорда Блантайра. Он получил образование в Итонском колледже.
С детства Иэн Огилви-Грант носил титулы лорда Рейдхейвена и мастера Гранта. Основным местом жительства Иэна и его родителей был Каллен-хаус в Каллене. Иэн и его мать были очень близки, и в её некрологе говорилось, что «узы привязанности, которые объединяли его и его мать, имели силу и нежность, почти превосходящую веру».

## Общественная жизнь
В декабре 1869 года лорд Рейдхейвен был назначен корнетом и младшим лейтенантом в 1-й лейб-гвардии полк. В октябре 1871 года он получил чин лейтенанта, а в 1877 году уволился из армии . Он занимал должность заместителя лейтенанта Инвернессшира.
18 февраля 1881 года после смерти своего отца Иэн Чарльз Огилви-Грант унаследовал титул 9-го графа Сифилда и главой клана Грант.
Унаследовав место своего отца в Палате лордов, лорд Сифилд присоединился к консерваторам.
Как и его отец, лорд Сифилд был рукоположен в сан старейшины Шотландской церкви в приходе Инвераллан и в пресвитерии Абернети . Он должен был присутствовать на Генеральной Ассамблее 1884 года в качестве комиссара Абернети, когда умер. «In Memoriam» освещает эту область его жизни:
На многих публичных мероприятиях он заявлял о своей приверженности принципу, подразумевающему национальное признание религии. Его уважение к Церкви Шотландии было глубоким. Это было доказано тем, что он стал одним из ее активных должностных лиц, и, если бы его жизнь была сохранена, он бы во время прошлой сессии Генеральной Ассамблеи занял там свое место в качестве члена этого почтенного дома.

## Смерть и наследование

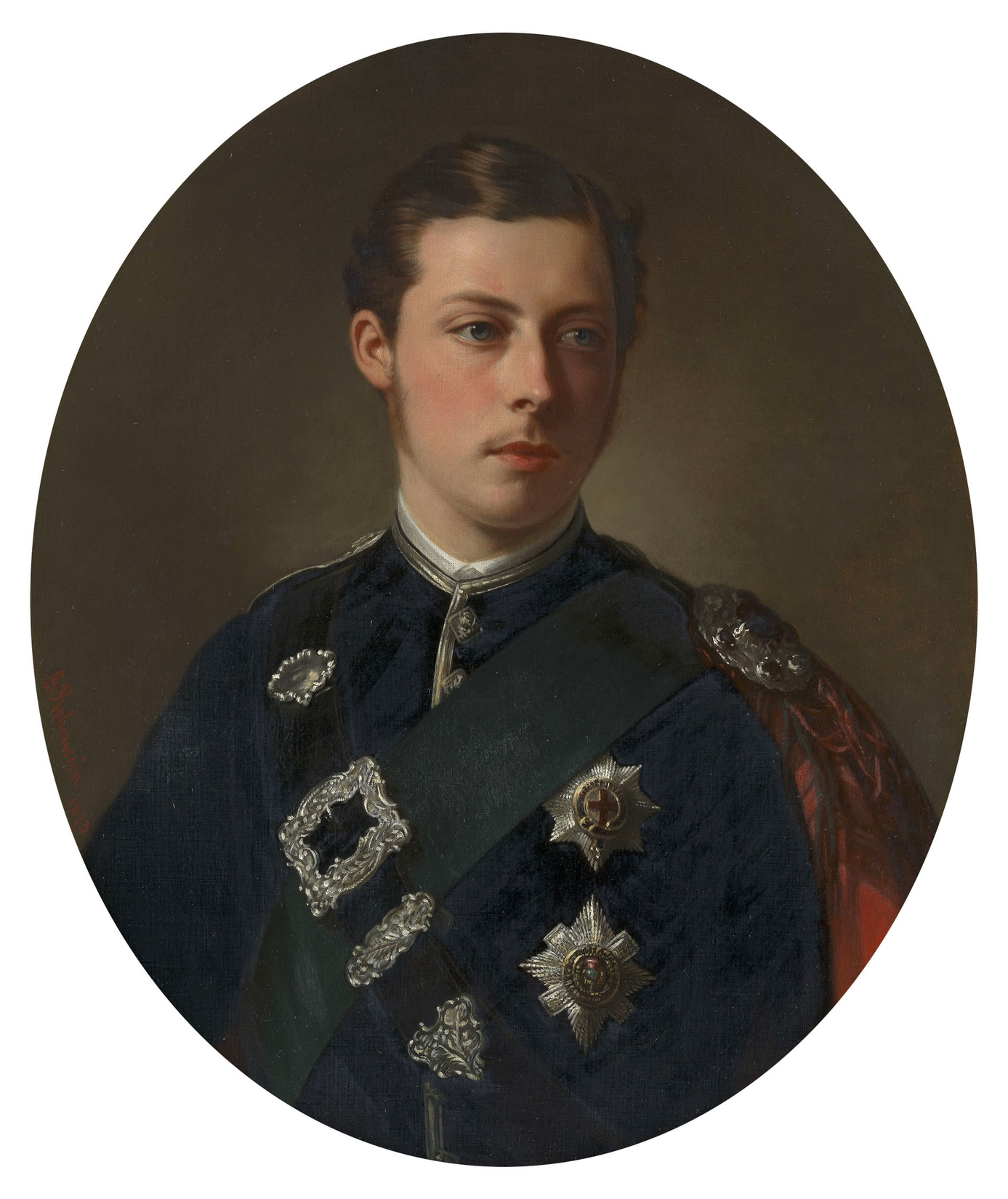
Принц Леопольд, герцог Олбани, и лорд Сифилд провели свое последнее воскресенье 1883 года вместе в Клермонте.

31 марта 1884 года лорд Сифилд скончался в Лондоне после операции по удалению аневризмы. Его неожиданная смерть наступила через несколько дней после столь же неожиданной смерти хорошего друга Сифилда, принца Леопольда, герцога Олбани.
Поскольку Иэн Огилви-Грант не был женат и не имел детей, по завещанию, составленному в 1882 году, Иэн оставил свою мать наследницей своих поместий: Кэролайн, вдовствующая графиня Сифилд, поэтому была владелицей поместий Сифилд и Грант до своей смерти в 1911 году. А титул 8-го графа Сифилда и его дополнительные титулы унаследовал его дядя Джеймс Огилви-Грант, который в остальном был ближайшим наследником мужского пола. Таким образом, титул графа Сифилда на несколько поколений был отделен от земель и собственности, которые его поддерживали. Такая ситуация стала возможной, потому что 7-й граф завершил юридическую процедуру лишения поместья.
Лорд Сифилд похоронен в мавзолее Сифилда в старой приходской церкви и церковном дворе Датила, недалеко от деревни Датил, графство Инвернесс.